# Palpomyia novaeirelandensis
Palpomyia novaeirelandensis är en tvåvingeart som beskrevs av Tokunaga 1966. Palpomyia novaeirelandensis ingår i släktet Palpomyia och familjen svidknott. Inga underarter finns listade i Catalogue of Life.